# Комалькалько (муниципалитет)
Комалька́лько (исп. Comalcalco) — муниципалитет в Мексике, в штате Табаско, с административным центром в одноимённом городе. Численность населения, по данным переписи 2020 года, составила 214 877 человек.

## Общие сведения
Название Comalcalco происходит от слов языка науатль: Comali-Calli-Co, что в переводе означает дом комалей.
Площадь муниципалитета равна 768,2 км², что составляет 3,1 % от общей площади штата, а наиболее высоко расположенное поселение Саргенто-Лопес-3 находится на высоте 13 метров.
Он граничит с другими муниципалитетами штата Табаско: на севере с Параисо, на востоке с Хальпа-де-Мендесом, на юге с Кундуаканом, на западе с Карденасом, а также на севере омывается водами Мексиканского залива.

## Учреждение и состав
Муниципалитет был образован 18 декабря 1883 года, по данным 2020 года в его состав входит 116 населённых пунктов, самые крупные из которых:
| Код INEGI                  | Населённый пункт                                                                        | Численность населения (2005 год) | Численность населения (2010 год) | Численность населения (2020 год) |
| -------------------------- | --------------------------------------------------------------------------------------- | -------------------------------- | -------------------------------- | -------------------------------- |
| 005                        | Всего                                                                                   | 173773                           | 192802                           | 214877                           |
| 0001                       | Комалькалько (исп. Comalcalco) 18°15′58″ с. ш. 93°13′30″ з. д. (административный центр) | 39865                            | 41458                            | 43035                            |
| 0066                       | Теколутилья (исп. Tecolutilla) 18°16′56″ с. ш. 93°19′59″ з. д.                          | 9960                             | 10637                            | 10734                            |
| 0020                       | Чичикапа (исп. Chichicapa) 18°15′41″ с. ш. 93°10′55″ з. д.                              | 6577                             | 7091                             | 7700                             |
| 0042                       | Мигель-Идальго (исп. Miguel Hidalgo) 18°15′14″ с. ш. 93°18′21″ з. д.                    | 4672                             | 5397                             | 6041                             |
| 0002                       | Альдама (исп. Aldama) 18°14′24″ с. ш. 93°21′03″ з. д.                                   | 4825                             | 5237                             | 5482                             |
| 0058                       | Рейес-Эрнандес-2 (исп. Reyes Hernández 2da. Sección) 18°14′12″ с. ш. 93°15′22″ з. д.    | 3506                             | 3294                             | 4101                             |
| 0004                       | Арена-1 (исп. Arena 1ra. Sección) 18°11′44″ с. ш. 93°22′28″ з. д.                       | 2745                             | 3053                             | 3595                             |
| 0039                       | Лагартера (исп. Lagartera) 18°14′00″ с. ш. 93°08′17″ з. д.                              | 2055                             | 2721                             | 3258                             |
| 0017                       | Купилько (исп. Cupilco) 18°14′14″ с. ш. 93°07′39″ з. д.                                 | 1824                             | 2136                             | 2811                             |
| —                          | Прочие                                                                                  | 97744                            | 111778                           | 128120                           |
| Названия на карте Генштаба |                                                                                         |                                  |                                  |                                  |

## Экономическая деятельность
По статистическим данным 2000 года, работоспособное население занято по секторам экономики в следующих пропорциях:
- сельское хозяйство, животноводство и рыбная ловля — 30,5 %;
- промышленность и строительство — 22,3 %;
- торговля, сферы услуг и туризма — 45 %;
- безработные — 2,2 %.

## Инфраструктура
По статистическим данным 2020 года, инфраструктура развита следующим образом:
- электрификация: 99,5 %;
- водоснабжение: 67 %;
- водоотведение: 97,7 %.

## Достопримечательности
- Археологическая зона Комалькалько;
- Церковь Святого Исидора Лабрадорского в городе Комалькалько;
- Парк Сьюдад-Хуарес;
- Церковь Пресвятой Богородицы в городе Купилько;
- Стадион Антонио Валенсуела Аламилья[4].

## Фотографии

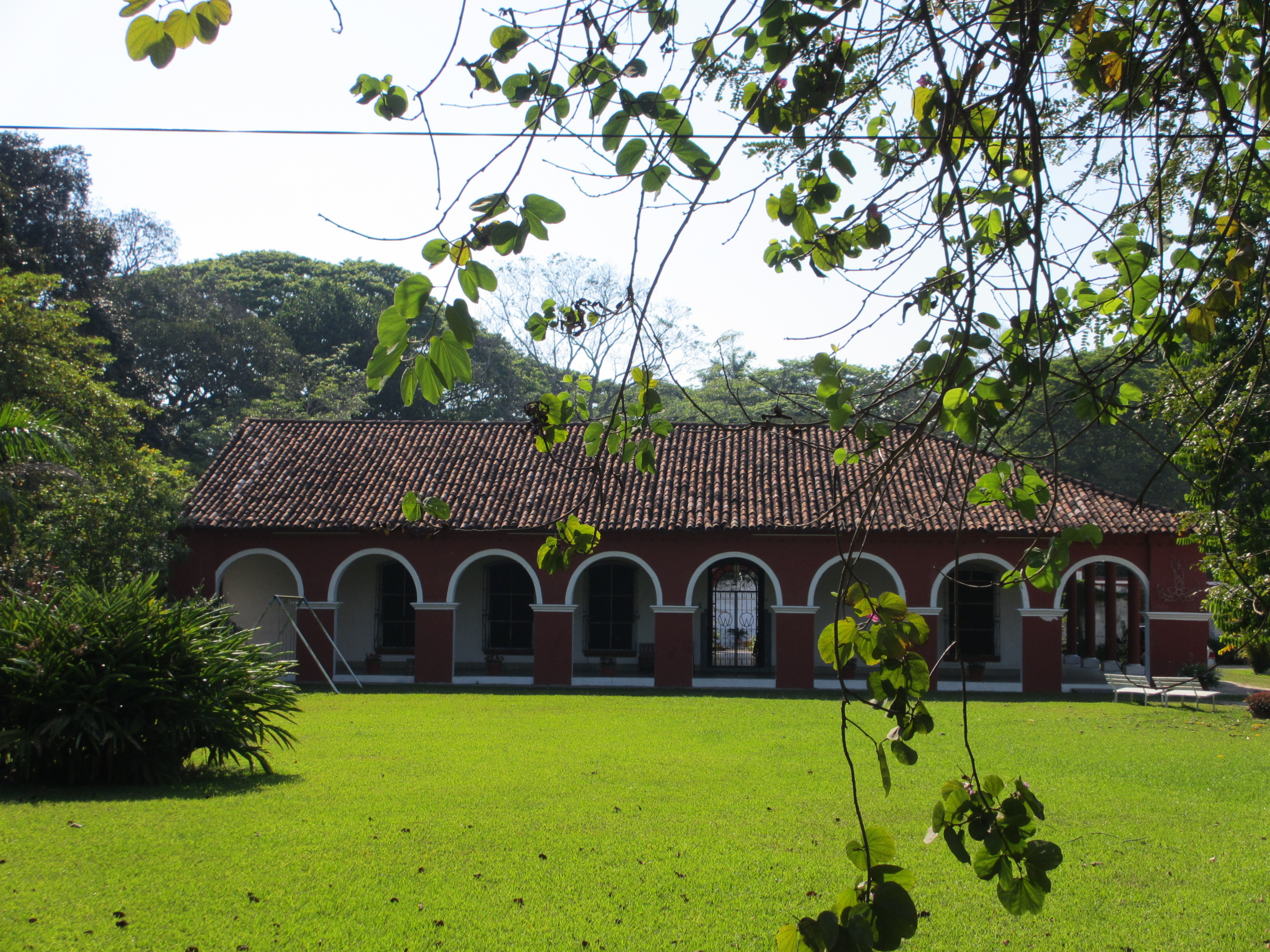
Асьенда Ла-Лус
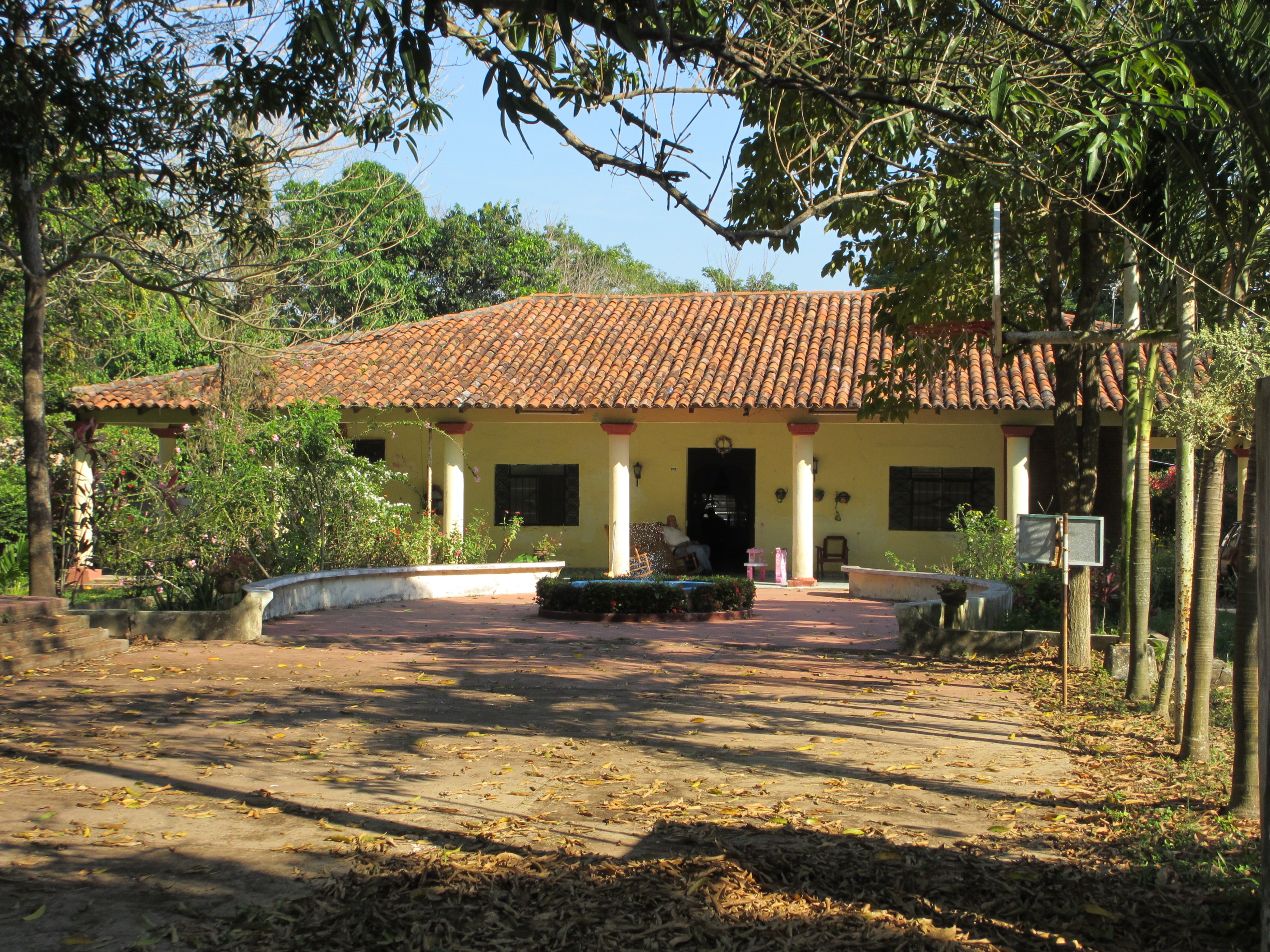
Асьенда Чолула
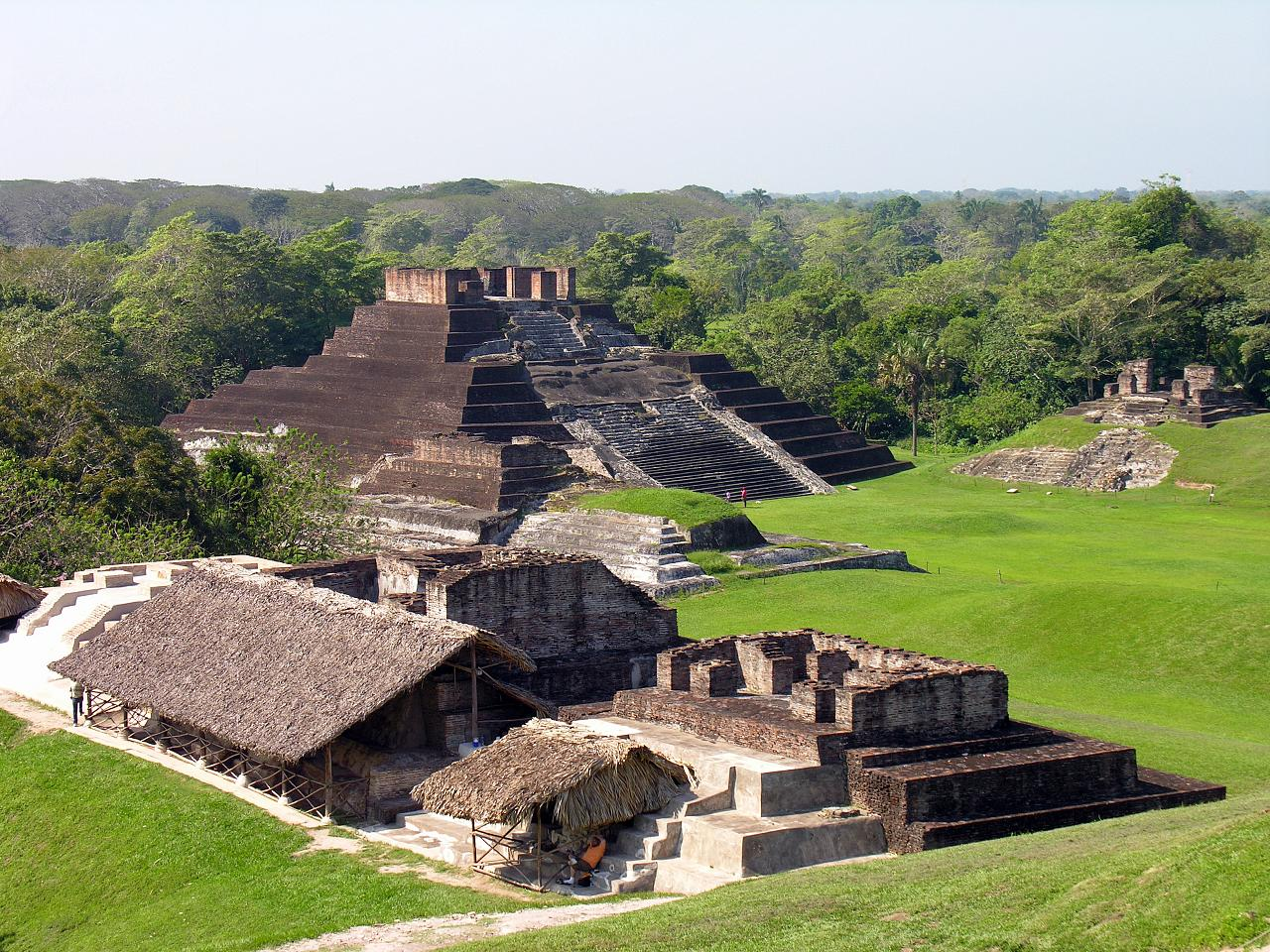
Пирамиды майя в древнем Комалькалько